# Giro di Sardegna 1959
Il Giro di Sardegna 1959, seconda edizione della corsa, si svolse dal 22 al 27 febbraio 1959 su un percorso di 938 km, suddiviso su 6 tappe, con partenza da Roma, e arrivo a Sassari. La vittoria fu appannaggio del belga Rik Van Looy che precedette gli italiani Aldo Moser e Gastone Nencini.

## Tappe
| Tappa  | Data        | Percorso             | km  | Vincitore di tappa | Leader cl. generale |
| ------ | ----------- | -------------------- | --- | ------------------ | ------------------- |
| 1ª     | 22 febbraio | Roma > Civitavecchia | 152 | Nino Defilippis    | Nino Defilippis     |
| 2ª     | 23 febbraio | Olbia > Alghero      | 156 | Rik Van Looy       | ?                   |
| 3ª     | 24 febbraio | Alghero > Oristano   | 165 | Armando Pellegrini | ?                   |
| 4ª     | 25 febbraio | Oristano > Cagliari  | 108 | Rik Van Looy       | ?                   |
| 5ª     | 26 febbraio | Cagliari > Nuoro     | 205 | Vito Favero        | ?                   |
| 6ª     | 27 febbraio | Nuoro > Sassari      | 152 | Rik Van Looy       | Rik Van Looy        |
| Totale | Totale      | Totale               | 938 |                    |                     |

## Dettagli delle tappe

### 1ª tappa
- 22 febbraio: Roma > Civitavecchia – 152 km

Risultati
| Pos. | Corridore       | Squadra | Tempo    |
| ---- | --------------- | ------- | -------- |
| 1    | Nino Defilippis | Carpano | 3h37'38" |
| 2    | Gastone Nencini | Carpano | s.t.     |
| 3    | Gabriel Borra   | Carpano | s.t.     |

| Pos. | Corridore       | Squadra | Tempo    |
| ---- | --------------- | ------- | -------- |
| 1    | Nino Defilippis | Carpano | 3h37'38" |

### 2ª tappa
- 23 febbraio: Olbia > Alghero – 156 km

Risultati
| Pos. | Corridore     | Squadra  | Tempo    |
| ---- | ------------- | -------- | -------- |
| 1    | Rik Van Looy  | Faema    | 4h17'29" |
| 2    | Gabriel Borra | Carpano  | s.t.     |
| 3    | Louison Bobet | Bobet-BP | s.t.     |

| Pos. | Corridore | Squadra | Tempo |
| ---- | --------- | ------- | ----- |
| 1    | ?         | ?       | ?     |

### 3ª tappa
- 24 febbraio: Alghero > Oristano – 165 km

Risultati
| Pos. | Corridore           | Squadra | Tempo    |
| ---- | ------------------- | ------- | -------- |
| 1    | Armando Pellegrini  | EMI     | 4h47'36" |
| 2    | Joseph Schils       | Faema   | s.t.     |
| 3    | Giuseppe Pintarelli | EMI     | s.t.     |

| Pos. | Corridore | Squadra | Tempo |
| ---- | --------- | ------- | ----- |
| 1    | ?         | ?       | ?     |

### 4ª tappa
- 25 febbraio: Oristano > Cagliari – 108 km

Risultati
| Pos. | Corridore       | Squadra | Tempo    |
| ---- | --------------- | ------- | -------- |
| 1    | Rik Van Looy    | Faema   | 3h12'59" |
| 2    | Rino Benedetti  | Ghigi   | s.t.     |
| 3    | Gastone Nencini | Carpano | s.t.     |

| Pos. | Corridore | Squadra | Tempo |
| ---- | --------- | ------- | ----- |
| 1    | ?         | ?       | ?     |

### 5ª tappa
- 26 febbraio: Cagliari > Nuoro – 205 km

Risultati
| Pos. | Corridore           | Squadra     | Tempo    |
| ---- | ------------------- | ----------- | -------- |
| 1    | Vito Favero         | Atala       | 6h01'36" |
| 2    | Federico Bahamontes | Tricofilina | s.t.     |
| 3    | Aldo Moser          | Faema       | s.t.     |

| Pos. | Corridore | Squadra | Tempo |
| ---- | --------- | ------- | ----- |
| 1    | ?         | ?       | ?     |

### 6ª tappa
- 27 febbraio: Nuoro > Sassari – 152 km

Risultati
| Pos. | Corridore       | Squadra | Tempo    |
| ---- | --------------- | ------- | -------- |
| 1    | Rik Van Looy    | Faema   | 3h55'53" |
| 2    | Gilbert Desmet  | Faema   | s.t.     |
| 3    | Gastone Nencini | Carpano | s.t.     |

| Pos. | Corridore       | Squadra | Tempo     |
| ---- | --------------- | ------- | --------- |
| 1    | Rik Van Looy    | Faema   | 25h54'08" |
| 2    | Aldo Moser      | EMI     | a 1'16"   |
| 3    | Gastone Nencini | Carpano | a 2'08"   |

## Classifiche finali

### Classifica generale
| Pos. | Corridore           | Squadra             | Tempo     |
| ---- | ------------------- | ------------------- | --------- |
| 1    | Rik Van Looy        | Faema-Guerra        | 25h54'08" |
| 2    | Aldo Moser          | EMI-Guerra          | a 1'16"   |
| 3    | Gastone Nencini     | Carpano             | a 2'08"   |
| 4    | Vito Favero         | Atala               | a 3'07"   |
| 5    | Louison Bobet       | Bobet-BP-Hutchinson | a 3'36"   |
| 6    | Federico Bahamontes | Tricofilina-Coppi   | a 4'33"   |
| 7    | Gabriel Borra       | Carpano             | a 5'44"   |
| 8    | Gilbert Desmet      | Faema               | a 6'36"   |
| 9    | Nino Defilippis     | Carpano             | a 9'40"   |
| 10   | Pasquale Fornara    | EMI-Guerra          | a 13'47"  |